# Kinh tế học tính toán
Kinh tế học tính toán là một chuyên ngành nghiên cứu tại giao diện của khoa học máy tính, kinh tế và khoa học quản lý. Môn học này bao gồm mô hình hóa các hệ thống kinh tế, cho dù dựa trên tác nhân, cân bằng tổng quát, kinh tế vĩ mô, hay kỳ vọng hợp lý, kinh tế lượng và tính toán thống kê, tài chính tính toán, công cụ tính toán, để thiết kế thị trường internet tự động, công cụ lập trình được thiết kế đặc biệt cho kinh tế tính toán và giảng dạy kinh tế tính toán. Một số trong những lĩnh vực này là duy nhất, trong khi những lĩnh vực khác mở rộng các lĩnh vực kinh tế truyền thống bằng cách giải quyết các vấn đề tẻ nhạt để nghiên cứu mà không có máy tính và các phương pháp số liên quan.
Kinh tế học tính toán sử dụng mô hình kinh tế dựa trên máy tính cho giải pháp cho các vấn đề kinh tế được phân tích và thống kê. Một chương trình nghiên cứu, đến cuối cùng, là kinh tế học tính toán dựa trên tác nhân (ACE), nghiên cứu tính toán các quá trình kinh tế, bao gồm toàn bộ nền kinh tế, như là hệ thống động của các tác nhân tương tác.  Như vậy, nó là một sự thích ứng kinh tế của mô hình hệ thống thích ứng phức tạp.  Ở đây, "tác nhân" đề cập đến "các đối tượng tính toán được mô hình hóa như tương tác theo quy tắc", chứ không phải người thật. Đại lý có thể đại diện cho các thực thể xã hội, sinh học và/hoặc vật lý. Giả định lý thuyết về tối ưu hóa toán học của các tác nhân ở trạng thái cân bằng được thay thế bằng định đề ít hạn chế hơn của các tác nhân với tính hợp lý bị ràng buộc thích nghi với các lực lượng thị trường,  bao gồm bối cảnh lý thuyết trò chơi.  Bắt đầu từ các điều kiện ban đầu được xác định bởi nhà mô hình hóa, một mô hình ACE phát triển về phía trước thông qua thời gian chỉ được điều khiển bởi các tương tác tác nhân. Mục tiêu khoa học của phương pháp này là "để... kiểm tra các kết quả lý thuyết đối với dữ liệu trong thế giới thực theo cách cho phép các lý thuyết được hỗ trợ theo kinh nghiệm tích lũy theo thời gian, với mỗi nghiên cứu về công trình trước đây." 
Các công cụ giải pháp tính toán bao gồm phần mềm ví dụ để thực hiện các hoạt động ma trận khác nhau (ví dụ đảo ngược ma trận) và để giải các hệ phương trình tuyến tính và phi tuyến tính. Xem kho lưu trữ các giải pháp tính toán miền công cộng tại đây.
Các tạp chí sau đây chuyên về kinh tế tính toán: ACM Transactions on Economics and Computation, Computational Economics, Journal of Applied Econometrics, Journal of Economic Dynamics and Control và Tạp chí Tương tác và Điều phối Kinh tế.